# Třída Saphir (1928)
Třída Saphir byla třída minonosných ponorek francouzského námořnictva. Celkem bylo postaveno šest jednotek této třídy. Francouzské námořnictvo je provozovalo v letech 1930–1949. Za druhé světové války bylo ztraceno pět ponorek.

## Pozadí vzniku
Celkem bylo postaveno šest jednotek této třídy. První dvě byly objednány v rámci programu pro rok 1925. Následovala vždy jedna ponorka v programech pro roky 1926–1929. Všechny postavila loděnice Arsenal de Toulon v Toulonu. Do služby byly přijaty v letech 1930–1937.
Jednotky třídy Saphir:
| Jméno            | Založení kýlu | Spuštěn           | Vstup do služby | Osud |
| ---------------- | ------------- | ----------------- | --------------- | --- |
| Saphir (Q145)    | 1925          | 20. prosince 1928 | 1930            | V letech 1940–1942 podřízena vládě ve Vichy. Dne 8. prosince 1942 v Bizertě zajata Němci. Předána Itálii jako FR112. Dne 15. září 1943 potopena vlastní posádkou.    |
| Turquoise (Q146) | 1926          | 16. května 1929   | 1930            | V letech 1940–1942 podřízena vládě ve Vichy. Dne 8. prosince 1942 v Bizertě zajata Němci. Předána Itálii jako FR116. Dne 6. května 1943 potopena vlastní posádkou.   |
| Nautilus (Q152)  | 1926          | 21. března 1930   | 1937            | V letech 1940–1942 podřízena vládě ve Vichy. Dne 8. prosince 1942 v Bizertě zajata Němci. Předána Itálii. Dne 31. ledna 1943 potopena.                               |
| Rubis (Q158)     | 1928          | 30. září 1931     | 1933            | Od července 1940 součást sil Svobodných Francouzů. Vyřazena 1949. Následně do roku 1957 využívána ve výcviku jako cíl pro obsluhu sonarů.                            |
| Diamant (Q173)   | 1929          | 18. května 1933   | 1934            | V letech 1940–1942 podřízena vládě ve Vichy. Dne 27. listopadu 1942 v Toulonu potopena vlastní posádkou. Vyzvednuta Italy, roku 1944 potopena spojeneckým letectvem. |
| Perle (Q184)     | 1931          | 30. července 1935 | 1937            | Od července 1940 součást sil Svobodných Francouzů. Dne 8. července 1944 omylem potopena britským letectvem.                                                          |

## Konstrukce

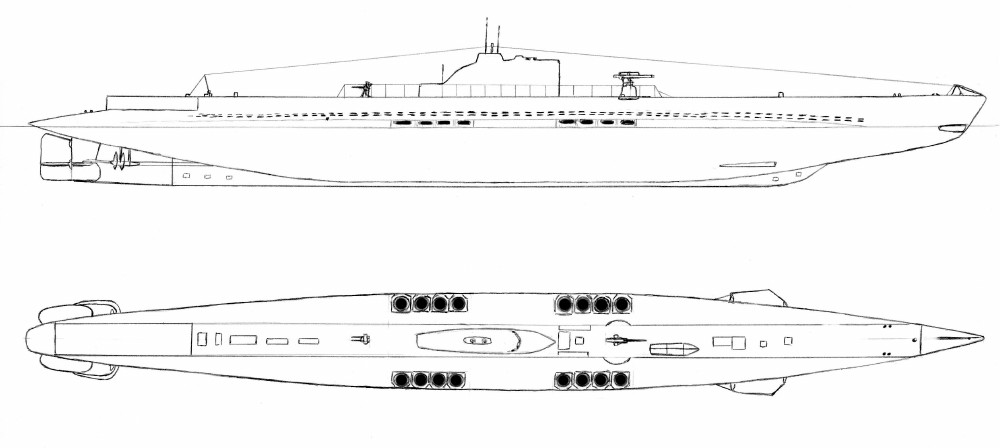
Základní uspořádání třídy Saphir

Ponorky měly dvoutrupou koncepci. Dva 550mm torpédomety byly příďové uvnitř tlakového trupu. Pro ně byla nesena dvě náhradní torpéda. Dále nesly externí otočný trojhlavňový torpédomet s jedním 550mm a dvěma 400mm torpédomety bez možnosti přebití. Hlavňovou výzbroj tvořil jeden 75mm kanón a dva 13,2mm kulomety. Vertikální trubice systému Normand-Fernaux pojmuly 32 námořních min. Pohonný systém tvořily dva diesely Normand-Vickers o výkonu 1300 bhp a dva elektromotory o výkonu 1000 bhp, pohánějící dva lodní šrouby. Nejvyšší rychlost dosahovala dvanáct uzlů na hladině a devět uzlů pod hladinou. Dosah byl 7000 námořních mil při rychlosti 7,5 uzlů na hladině a osmdesát námořních mil při rychlosti čtyř uzlů pod hladinou. Operační hloubka ponoru dosahovala 80 metrů.

## Služba

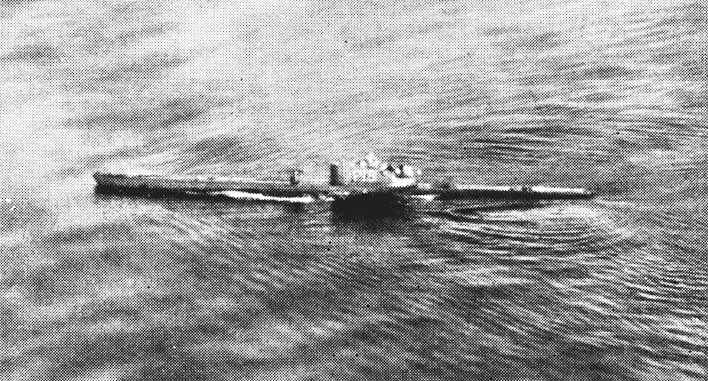
Rubis

Ponorky Rubis a Perle od roku 1940 provozovaly síly Svobodných Francouzů. Rubis je považována za nejúspěšnější minonosnou ponorku celé války, neboť potopila čtrnáct obchodních lodí a dalších deset malých výálečných lodí. Její sesterská ponorka Perle byla roku 1944 omylem potopena britským letectvem. Ostatní tři ponorky za války zůstaly pod kontrolou vlády ve Vichy a v prosinci 1942 je ukořistili Němci, kteří je předali Itálii. Všechny tři byly potopeny.